# Barbie i podwodna tajemnica 2
Barbie i podwodna tajemnica 2 (ang. Barbie in a Mermaid Tale 2) – amerykański film animowany z 2012 roku, kontynuacja przygód z części pierwszej z 2010 roku Barbie i podwodna tajemnica.

## Fabuła
Merliah (Barbie), która dostała się do finału zawodów surfingowych w Australii, musi zmierzyć się ze swoją największą rywalką Kylie Morgan. Po zawodach, w czasie gdy Merliah jest zajęta przez media, podstępna ryba Alistar rozmawia z Kylie i nakłania ją do kradzieży magicznego naszyjnika, który Merliah dostała od swojej matki Calissy. Kylie wpada w pułapkę i uwalnia złą Eris, siostrę Calissy, która pragnie zawładnąć morską krainą – Oceanią. Merliah ratuje Kylie, a w międzyczasie dowiaduje się o syreniej uroczystości. Gdy jednak dowiaduje się o złych zamiarach Eris, postanawia zwalczyć ciotkę i chcąc nie chcąc musi wypowiedzieć wiersz. Samo wypowiedzenie wiersza nie daje żadnych efektów, dopiero gdy Merliah zamienia nogi na ogon zaklęcie zaczyna działać. W efekcie Eris traci syreni ogon a dostaje ludzkie nogi i musi opuścić Oceanię. Kylie i Merliah zaprzyjaźniają się, a ponadto Merliah przekazuje Kylie w prezencie naszyjnik od Calissy. Główna bohaterka z powrotem zamienia rybi ogon na nogi i występuje w finale zawodów surfingowych.

## Obsada
- Merliah – Kelly Sheridan
- Kylie – Ashleigh Ball
- Eris – Kathleen Barr
- Calissa – Nicole Oliver
- Fallon – Nakia Burrise
- Hadley – Maryke Hendrikse
- Break – Gary Chalk
- Zuma – Tabitha St. Germain
- Snouts – Kathleen Barr
- Pufferazzi – Alistair Abell
- Allie – Kelly Metzger
- Callie – Maryke Hendrikse
- Cichlid – Andrew Fracis
- Ambassador Selena – Barb Tyson
- Ambassador Kattrin – Kira Tozer
- Ambassador Renata – Bethany Brown
- Announcer – Peter Mel
- Georgie Majors – Jennifer Cameron
- Remo – Alistair Abell
- Reporter – Ashleigh Ball
- Server – Jonathan Holmes
- Super Alistair – Alistair Abell
- Surfer Kathleen – Kathleen Barr

## Wersja polska
Wystąpili:

- Beata Wyrąbkiewicz – Merliah
- Aleksandra Grzelak – Kylie
- Marta Gajko – Fallon, Renata
- Julia Kołakowska – Hadley
- Joanna Węgrzynowska-Cybińska – Calissa
- Anna Sztejner – Eris
- Krzysztof Zakrzewski – Break
- Aleksandra Kowalicka – Callie, Allie
- Agnieszka Judycka – Georgie, Selena
- Katarzyna Łaska – Kattrin
- Magdalena Krylik – Mirabella
- Jakub Szydłowski – Alistair
- Dominika Sell – Zuma
- Jakub Snochowski – Remo
- Łukasz Talik – Pufferazzi
- Joanna Borer – Ryba
- Grzegorz Kwiecień – Komentator
- Mikołaj Klimek – Przywódca skarabowatych